# Rezerwat przyrody Jawora
Rezerwat przyrody Jawora – leśny rezerwat przyrody w miejscowości Bąkowa Góra w gminie Ręczno, w powiecie piotrkowskim, w województwie łódzkim.
Zajmuje powierzchnię 87,19 ha (akt powołujący podawał 87,99 ha). Został powołany Zarządzeniem Ministra Ochrony Środowiska i Zasobów Naturalnych z 12 sierpnia 1987 roku (M.P. z 1987 r. nr 28, poz. 222). Według aktu powołującego, celem ochrony jest zachowanie stanowisk rzadkich na niżu gatunków roślin leśnych oraz ginących zbiorowisk łęgu podgórskiego i młaki niskoturzycowej.
Rezerwat znajduje się w otulinie Sulejowskiego Parku Krajobrazowego wchodzącego w skład zespołu Nadpilicznych Parków Krajobrazowych.
Rezerwat położony jest na północnym stoku wzgórza Bąkowa Góra zbudowanego z piaskowca kredowego, którego wysokość wynosi 282 m n.p.m.
Rosną tutaj cenne gatunki roślin m.in.: zimoziół północny, parzydło leśne, buławnik wielkokwiatowy, tajęża jednostronna, pełnik europejski i widłak wroniec. Wśród roślinności nieleśnej na szczególną uwagę zasługują: zbiorowisko z kozłkiem dwupiennym oraz zbiorowiska turzyc: dzióbkowatej, prosowej i sztywnej.
Według obowiązującego planu ochrony ustanowionego w 2013 roku, obszar rezerwatu objęty jest ochroną czynną.